# Steven Deschain
Steven Deschain es un personaje ficticio de la serie La Torre Oscura, de Stephen King. Es el padre de Roland Deschain, el principal protagonista de la serie. En su adaptación cinematográfica homónima es interpretado por el actor estadounidense Dennis Haysbert.

## Biografía
Aparece en flashbacks en varios de los libros, brevemente en La Torre Oscura I: El Pistolero (nombrado como "Roland padre" en la publicación original), pero en mayor medida en La Torre Oscura IV: Mago y Cristal, en la larga sección flashback que consiste en la mayor parte central del libro, cuando Roland cuenta la historia sobre sus orígenes (como "dinh" de la ciudad de Gilead y como líder de los pistoleros antes de su destrucción) a Eddie Dean, Susannah Dean, Jake Chambers y Acho de Mundo-Medio.
A pesar de ser relativamente joven, la responsabilidad de sus deberes da a Steven una apariencia un tanto sombría y degradada. En El Pistolero, Roland se entera de que Gabriel, su madre, está engañando a su padre y que ha estado en una relación con el malvado mago Marten Broadcloak (una encarnación del principal villano de la serie, Randall Flagg). Mago y Cristal revela que Steven había sabido de esta relación por dos años. Steven envía a Roland y su ka-tet original al este. Al mismo tiempo, Gabriel realiza un retiro monástico para corregir sus pecados, pero Marten la sigue y la convence de retornar a Gilead y matar a su esposo. En el camino de regreso a Gilead, Roland, bajo la influencia del Pomelo de Merlín, accidentalmente dispara a su madre antes de que ella pudiera llevar a cabo el plan de Marten. Tiempo después, Steven es asesinado por aliados de John Farson. Sus armas son luego pasadas a Roland.
Steven también aparece en la miniserie en formato cómic titulada El nacimiento del Pistolero, publicada por Marvel Comics. Aparece también en el capítulo final de La Torre Oscura: El largo camino a casa y en La Torre Oscura: Traición. La serie revela que a pesar del fuerte liderazgo de Steven sobre los pistoleros, Gilead estaba socavada por un número de traidores en la ciudad, quienes difundieron información falsa y finalmente comenzaron a matar miembros de la comunidad, tales como Cort y Vannay, maestros de Roland. La Torre Oscura: La caída de Gilead revela que Steven muere al ser apuñalado en la espalda por un guardia traicionero. A pesar de ser herido mortalmente, es capaz de matar a su atacante y escribir un mensaje final para Roland con sangre sobre el suelo.